# Église Saint-Jean-Baptiste de Samarcande
L'église Saint-Jean-Baptiste est la seule église catholique de la ville de Samarcande en Ouzbékistan, pays à 95% musulman. Elle dépend de l'administration apostolique d'Ouzbékistan dont le siège est à Tachkent.

## Historique
Il existait du temps de l'Empire russe à la fin du XIXe siècle une petite minorité catholique à Samarcande constituée de commerçants et de fonctionnaires d'origine polonaise ou allemande. Ils demandent l'autorisation de construire une église en 1905, mais elle leur est refusée. En 1915, vinrent s'ajouter un certain nombre de prisonniers de guerre polonais (originaires de la Pologne prussienne et de la Pologne autrichienne), autrichiens et hongrois, si bien qu'il est permis à la communauté catholique de construire une église. Elle achète un terrain donnant dans l'actuelle rue Makhmoud Kochgari. L'église - de style néogothique, construite par l'architecte Nelle - est prête en 1916. Elle est fermée par les autorités de la république socialiste soviétique d'Ouzbékistan vers 1930 ; on y installe une salle de sport.

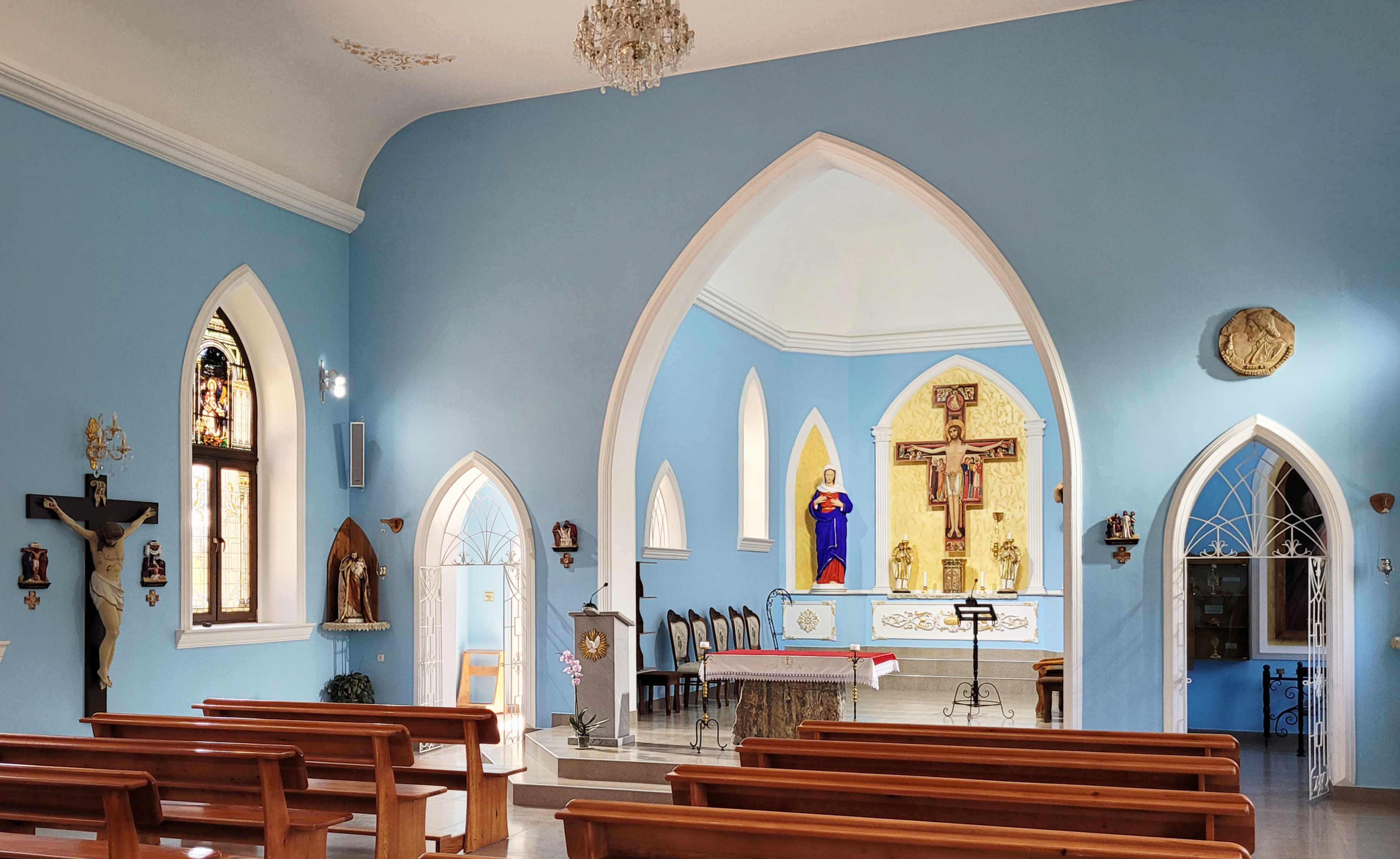
Vue de l'intérieur

C'est en 1995 à l'initiative de l'abbé Ivan Rolloff que la communauté catholique subsistante de la ville obtient l'autorisation de s'enregistrer officiellement et de récupérer l'édifice en 1997. Après des travaux de restauration, l'église est consacrée le 27 mars 1999.
Aujourd'hui, la communauté est animée par un prêtre franciscain conventuel polonais, le P. Lucian Szymanski, assisté de deux frères franciscains conventuels polonais.